# George Segal (sculpteur)
Pour les articles homonymes, voir George Segal et Segal.
 (avril 2022).
Si vous disposez d'ouvrages ou d'articles de référence ou si vous connaissez des sites web de qualité traitant du thème abordé ici, merci de compléter l'article en donnant les références utiles à sa vérifiabilité et en les liant à la section « Notes et références ».
George Segal, né le 26 novembre 1924 à New York et mort le 9 juin 2000 à New Brunswick (New Jersey), est un peintre et sculpteur américain, associé au mouvement artistique du Pop art.

## Biographie
Né de parents éleveurs de volailles dans le New Jersey, il fait des études d'architecture à la Cooper Union School of Art an Architecture, puis est obligé de remplacer son frère, qui doit rejoindre l'armée en 1942, auprès de ses parents. Il étudie la psychologie, la littérature, l'histoire et la philosophie en cours du soir à l'université Rutgers de North Brunswick dans le New Jersey jusqu'en 1948. Il se marie en 1946 et dirige un élevage de poulets tout en fréquentant une association d'artistes pendant l'été où il rencontre Allan Kaprow et Hans Hofmann. Il est diplômé en 1950 de l'Université de New York. Il se met à la sculpture et fait sa première exposition individuelle dès 1956 à la Hansa Gallery de New York, puis il devient enseignant à la Piscataway High School (en), poste qu'il occupe de 1957 à 1963.
En 1960, un étudiant donne à George Segal des bandes plâtrées. Ce fut un déclic pour l'artiste qui sut immédiatement quoi en faire. Il abandonne alors définitivement la peinture. Son premier modèle fut sa femme Helen qu'il banda de la tête aux pieds. Il met deux ans à maîtriser et perfectionner cette nouvelle technique. Ses personnages en plâtre, puis en bronze, sont devenus célèbres dans le monde entier, pour leur anonymat et la mélancolie triste ou tragique qu'il évoque. Il passe pour le sculpteur le plus original et le plus important de sa génération avec Duane Hanson. Il a eu une influence sur plusieurs sculpteurs du mouvement hyperréaliste, notamment sur John de Andrea.
L'université d'État de Montclair, au New Jersey, a nommé sa galerie d'art, The George Segal Gallery, en l'honneur de l'artiste.
Il est représenté par la Galerie Daniel Templon à Paris, Bruxelles et New York.  

## Démarche
Désireux de sortir ses sujets du cadre limité de la toile, Segal aborde la sculpture en sculptant des personnages avec du plâtre. Il présente ses premiers essais dès 1959 à la Hansa Gallery. Avec ces personnages grandeur nature, qui n'étaient pas sans évoquer les moulages en plâtre des victimes de Pompéi, Segal cherche à traduire la vie courante avec davantage d'intensité. Il poursuit cette veine en moulant ensuite des individus vivants, souvent sa famille ou ses amis, à qui il fait prendre des poses banales ou des gestes quotidiens. Le choix du plâtre reposait sur la malléabilité du matériau et son faible coût. Le côté grossier du résultat s'accordait également avec l'esthétique des années soixante pour les gestes larges, les matériaux bruts et l'aspect inachevé. 
Segal procède en couvrant son modèle, nu ou habillé, de bandelettes de tissus trempées dans de l'hydrostone, sorte de plâtre résistant utilisé pour les emplâtres médicaux. Les cheveux et la peau sont protégés par de la vaseline et une pellicule plastique, en laissant une ouverture pour les narines. Segal travaille par tranches, la partie inférieure, la partie supérieure, la tête et les mains. Environ quarante minutes sont nécessaires à chaque étape pour permettre au plâtre de durcir suffisamment. Le moulage est ensuite brisé et retiré du modèle. Les morceaux peuvent alors être assemblés pour obtenir un personnage grandeur nature.
Une des caractéristiques de l'art de Segal est de placer ses personnages de plâtre dans la reproduction d'un environnement réel, cuisine, voiture de métro, cabine de camion, restaurant, arrêt d'autobus, poste à essence, etc. Ces décors, souvent sombres et faiblement éclairés, servent deux propos : inciter le spectateur à observer la forme et le matériau des objets installés, et donc à devenir plus conscient de ce qui nous entoure ; accentuer le sentiment d'isolement et de solitude des personnages et faire ressortir la difficulté des relations humaines. Segal représente des tranches de vie émouvantes dans lequel le spectateur peut se projeter, grâce aux personnages blancs dénués de traits physiques.

## Œuvres
- 1964-1965 : Woman washing her Feet in a Sink / Femme se lavant les pieds dans un lavabo, au musée Ludwig, à Cologne.
- 1965 : The Butcher Shop, musée des beaux-arts de l'Ontario, à Toronto
- 1966 : Movie House, centre Pompidou, à Paris[3]
- 1967 : The Restaurant Window I (La Fenêtre du restaurant I), musée Ludwig, à Cologne
- 1971 : The bar (le bar)
- 1973 : Picasso's Chair (La Chaise de Picasso), musée Solomon R. Guggenheim, à New York
- 1980 : Gay Liberation Monument New York ; Stanford, Californie
- 1982 : Oriental Woman Against Tile Wall, Musée national des beaux-arts du Québec[4]
- 1982 : The Holocaust / L'Holocauste, musée juif de New York, à New York
- 1983 : Woman with Sunglasses on Bench, Fondation Pierre Gianadda, parc de sculptures, à Martigny, en Suisse
- 1988 : Circus Acrobats, Frederik Meijer Gardens and Sculpture Park, Grand Rapids
- 1991 : Depression Bread Line, Franklin Delano Roosevelt Memorial, à Washington D.C.
- 1992 : Street Crossing, université d'État de Montclair, Montclair (New Jersey)
- 1993 : Woman Sitting on Bed / Femme assise sur un lit, musée des beaux-arts de Montréal, à Montréal